# Naviglio Langosco

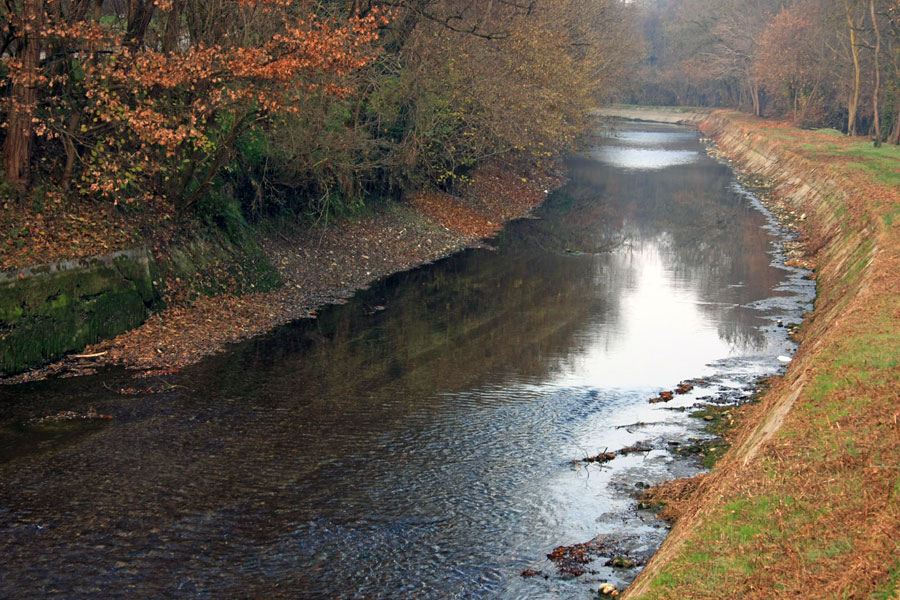
Il canale a Romentino in autunno

Il naviglio Langosco (in lombardo Nivili Langosch) è un canale alimentato dal fiume Ticino.La sua funzione è quella di irrigare le campagne del Novarese e della Lomellina.
 Fu realizzato, nel XVII secolo per volontà del conte Guido Langosco. I lavori per lo scavo del canale, progettato dall'ingegner Pietro Antonio Barca, iniziarono nel 1613 e si conclusero nel 1665.
Il canale inizia il suo corso, in Provincia di Novara, a nord del Ponte di Turbigo, in seguito scorre nei territori di Galliate, Romentino, Trecate e Cerano. Successivamente abbandona il Piemonte ed entra in Lombardia, bagnando Cassolnovo, Vigevano (dove sovrappassa il torrente Terdoppio) e Gambolò. Termina nei pressi della Cascina Montagione, nel comune di Tromello.

## Produzione di energia idroelettrica
Nei pressi di Galliate (NO) nel 1903 venne costruita una piccola centrale idroelettrica, recentemente riattivata.